# 26 de Outubro Futebol Clube
26 de Outubro Futebol Clube foi uma agremiação esportiva brasileira, sediada em Ceilândia, no Distrito Federal.

## História
O clube disputou duas vezes o Campeonato Brasiliense da Segunda Divisão. Em 2002 voltou ao amadorismo e em 2009 encerrou as atividades.

## Estatísticas

### Participações
| Competição                | Competição                             | Temporadas | Melhor campanha    | Estreia | Última | P | R |
| Distrito Federal (Brasil) | Campeonato Brasiliense Segunda Divisão | 2          | 3º Colocado (2000) | 2000    | 2001   | – | – |